# Elecciones municipales de Mariscal Nieto de 1993
Las elecciones municipales de Mariscal Nieto de 1993 se llevaron a cabo el 29 de enero de 1993 para elegir al alcalde y al Concejo Provincial de Mariscal Nieto para el periodo 1993-1995. La elección se celebró simultáneamente con elecciones municipales en todo el país.

## Sistema electoral
La Municipalidad Provincial de Mariscal Nieto es el órgano administrativo y de gobierno de la provincia de Mariscal Nieto. Está compuesta por el alcalde y el Concejo Provincial.
La votación del alcalde y el concejo se realiza en base al sufragio universal, que comprende a todos los ciudadanos nacionales mayores de dieciocho años, empadronados y residentes en la provincia de Mariscal Nieto y en pleno goce de sus derechos políticos, así como a los ciudadanos no nacionales residentes y empadronados en la provincia de Mariscal Nieto.
El Concejo Provincial de Mariscal Nieto está compuesto por 19 regidores elegidos por sufragio directo para un período de tres (3) años, en forma conjunta con la elección del alcalde (quien lo preside) La votación es por lista cerrada y bloqueada. Se asigna a la lista ganadora los escaños según el método d'Hondt o la mitad más uno, lo que más le favorezca. Es elegido como alcalde el candidato que ocupe el primer lugar de la lista que haya obtenido la más alta votación.

## Composición del Concejo Provincial de Mariscal Nieto
La siguiente tabla muestra la composición del Concejo Provincial de Mariscal Nieto en funciones antes de las elecciones.
| Partidos | Partidos                                     | Regidores |
| -------- | -------------------------------------------- | --------- |
|          | Frente Nacional de Trabajadores y Campesinos | 11        |
|          | Lista Independiente N° 3 Cerro Baúl          | 3         |
|          | Partido Aprista Peruano                      | 3         |
|          | Izquierda Unida                              | 1         |
|          | Partido Popular Cristiano                    | 1         |

## Partidos y candidatos
A continuación se muestra una lista de los principales partidos y alianzas electorales que participaron en las elecciones:
| Candidatura | Candidatura | Partidos y alianzas | Candidatos | Candidatos                 | Ideología                                                  | Resultado previo | Resultado previo | Ref. |
| Candidatura | Candidatura | Partidos y alianzas | Candidatos | Candidatos                 | Ideología                                                  | Votos (%)        | Reg.             | Ref. |
| ----------- | ----------- | --- | ---------- | -------------------------- | ---------------------------------------------------------- | ---------------- | ---------------- | ---- |
|             | FNTC        | Lista - Frente Nacional de Trabajadores y Campesinos (FNTC) |            | Hugo Quispe Mamani         | Nacionalismo de izquierda Tahuantinsuyismo                 | 48.96%           | 11               |      |
|             | APRA        | Lista - Partido Aprista Peruano (APRA) |            | Manuel Quispe Huacán       | Aprismo                                                    | 15.04%           | 3                |      |
|             | IU          | Lista - Izquierda Unida (IU) – Unión de Izquierda Revolucionaria (UNIR) – Partido Comunista Peruano (PCP) – Frente Obrero Campesino Estudiantil y Popular (FOCEP) |            | Julio Aráoz Anchaise       | Marxismo-leninismo Socialismo Comunismo                    | 7.89%            | 1                |      |
|             | PPC         | Lista - Partido Popular Cristiano (PPC) |            | Edwin Mendoza Manchego     | Democracia cristiana Conservadurismo Liberalismo económico | 4.52%            | 1                |      |
|             | SODE        | Lista - Solidaridad y Democracia (SODE) |            | Antonio Acevedo Cabello    | Socialdemocracia Liberalismo económico                     | 4.10%            | 0                |      |
|             | AP          | Lista - Acción Popular (AP) |            | Jaime Rodríguez Villanueva | Humanismo Nacionalismo cívico Reformismo                   | Nuevo            | Nuevo            |      |
|             | MDI         | Lista - Movimiento Democrático de Izquierda (MDI) |            | Martín Paz Medina          | Socialismo democrático                                     | Nuevo            | Nuevo            |      |
|             | IND         | Lista - Lista Independiente N° 3 Movimiento Independiente Comunidad en Marcha                                                                                     |            | Humberto Valcárcel Salas   | Localismo nietino                                          | Nuevo            | Nuevo            |      |
|             | IND         | Lista - Lista Independiente N° 11 Lista Independiente Unificada                                                                                                   |            | Enrique Koc Chavera        | Localismo nietino                                          | Nuevo            | Nuevo            |      |

Otros candidatos
| Partidos y alianzas | Partidos y alianzas                                             | Candidatos              |
| ------------------- | --------------------------------------------------------------- | ----------------------- |
|                     | Lista Independiente N° 5 Frente Independiente Vanguardia Cívica | Víctor Ávalos Vizcarra  |
|                     | Lista Independiente N° 7 Desarrollo y Renovación                | Nazario Revilla Flores  |
|                     | Lista Independiente N° 9 Lista Independiente Democrática        | Claudio Zeballos Flores |
|                     | Lista Independiente N° 13 Cerro Baúl                            | Giuseppe Baldi Cogo     |

## Resultados

### Sumario general
|                        |                                                                       |              |              |              |           |           |
| Partidos y coaliciones | Partidos y coaliciones                                                | Voto popular | Voto popular | Voto popular | Regidores | Regidores |
| Partidos y coaliciones | Partidos y coaliciones                                                | Votos        | %            | ±pp          | Total     | +/−       |
|                        | Frente Nacional de Trabajadores y Campesinos (FNTC)                   | 7,071        | 37.21        | –11.75       | 11        | ±0        |
|                        | Lista Independiente N° 11 Lista Independiente Unificada               | 2,808        | 14.78        | n/a          | 3         | +3        |
|                        | Lista Independiente N° 3 Movimiento Independiente Comunidad en Marcha | 2,423        | 12.75        | n/a          | 3         | +3        |
|                        | Acción Popular (AP)                                                   | 1,248        | 6.57         | n/a          | 1         | +1        |
|                        | Izquierda Unida (IU)                                                  | 984          | 5.18         | –2.71        | 1         | ±0        |
|                        | Partido Aprista Peruano (APRA)                                        | 773          | 4.07         | –10.97       | 0         | –3        |
|                        | Lista Independiente N° 13 Cerro Baúl                                  | 741          | 3.90         | n/a          | 0         | ±0        |
|                        | Lista Independiente N° 9 Lista Independiente Democrática              | 658          | 3.46         | n/a          | 0         | ±0        |
|                        | Lista Independiente N° 7 Desarrollo y Renovación                      | 637          | 3.35         | n/a          | 0         | ±0        |
|                        | Partido Popular Cristiano (PPC)                                       | 529          | 2.78         | –1.74        | 0         | –1        |
|                        | Solidaridad y Democracia (SODE)                                       | 524          | 2.76         | –1.34        | 0         | ±0        |
|                        | Movimiento Democrático de Izquierda (MDI)                             | 329          | 1.73         | Nuevo        | 0         | ±0        |
|                        | Lista Independiente N° 5 Frente Independiente Vanguardia Cívica       | 276          | 1.45         | n/a          | 0         | ±0        |
|                        |                                                                       |              |              |              |           |           |
| Total                  | Total                                                                 | 19,001       |              |              | 19        | ±0        |
|                        |                                                                       |              |              |              |           |           |
| Votos válidos          | Votos válidos                                                         | 19,001       | 77.07        | –1.76        |           |           |
| Votos en blanco        | Votos en blanco                                                       | 1,157        | 4.69         | +0.81        |           |           |
| Votos nulos            | Votos nulos                                                           | 4,495        | 18.23        | +0.94        |           |           |
| Votos emitidos         | Votos emitidos                                                        | 24,653       | 76.03        | –0.79        |           |           |
| Abstenciones           | Abstenciones                                                          | 7,773        | 23.97        | +0.79        |           |           |
| Votantes registrados   | Votantes registrados                                                  | 32,426       |              |              |           |           |
|                        |                                                                       |              |              |              |           |           |
| Fuente:                |                                                                       |              |              |              |           |           |

## Elecciones municipales distritales

### Resultados por distrito
La siguiente tabla enumera el control de los distritos de la provincia de Mariscal Nieto. El cambio de mando de una organización política se resalta del color de ese partido.
| Distrito                 | Alcalde(sa) titular        | Partido político | Partido político                | Alcalde(sa) electo(a)     | Partido político | Partido político                |
| ------------------------ | -------------------------- | ---------------- | ------------------------------- | ------------------------- | ---------------- | ------------------------------- |
| Carumas                  | Guillermo Córdova Vizcarra |                  | Izquierda Unida                 | Carlos Córdova Vizcarra   |                  | Izquierda Unida                 |
| Cuchumbaya               | Francisco Flores Luis      |                  | Izquierda Unida                 | Reyno Gonzales Tito       |                  | Partido Aprista Peruano         |
| Samegua                  | Miguel Zeballos Málaga     |                  | Lista Independiente N° 7        | Miguel Zeballos Málaga    |                  | Lista Independiente N° 5        |
| San Cristóbal de Calacoa | Froilán Vizcarra Mamani    |                  | Frente Nacional de Trabajadores | Justo Quispe Vizcarra     |                  | Democrático de Izquierda        |
| Torata                   | Jesús Martínez Lajo        |                  | Izquierda Unida                 | Quintiliano Huacho Mamani |                  | Frente Nacional de Trabajadores |